# Мирное (Скадовский район)
Мирное (укр. Мирне) — посёлок в Скадовском районе Херсонской области Украины. Центр Мирненской поселковой общины. В 2022 году, во время вторжения России на Украину, посёлок городского типа был захвачен. На данный момент находится под оккупацией ВС РФ.

## География
Посёлок расположен в 13 км к востоку от Каланчака. На территории Мирного находится железнодорожная станция Каланчак Одесской железной дороги.